# Горный Шумец
Горный Шумец (горномар. Шумецкӓ) — деревня в Юринском районе Республики Марий Эл. Входит в Быковское сельское поселение.

## География
Находится в юго-западной части республики Марий Эл на левобережье Волги на расстоянии приблизительно 5 км по прямой на запад от районного центра посёлка Юрино.

## История
Основана в последней трети XVIII века. В 1815 года в деревне проживало 336 человек, помещичьих крестьян. В советское время работал колхоз «13 лет Октября», совхоз «Юринский». 1992 году в деревне проживали 302 человека. В деревне имеются фельдшерский пункт, сельский клуб, библиотека, отделение связи, 2 магазина.

## Население
Население составляло 249 человек (русские 89 %) в 2002 году, 159 в 2010.